# フェノーメノ
フェノーメノ（欧字名:Fenomeno、2009年4月20日 - ）は、日本の競走馬・種牡馬。
2013年、2014年と天皇賞（春）（GI）の連覇を果たした。その他の勝ち鞍に2012年の青葉賞（GII）、セントライト記念（GII）、2013年の日経賞（GII）。漆黒の怪物と呼ばれた。
馬名の意味はポルトガル語で超常現象、怪物。ニックネームは「マメチン」

## 経歴

### 2011年
10月30日の東京の新馬戦芝2000m戦。先行抜け出してデビュー戦を飾った。次のホープフルステークスは1番人気に推されるも直線伸びきれずに7着に敗れる。

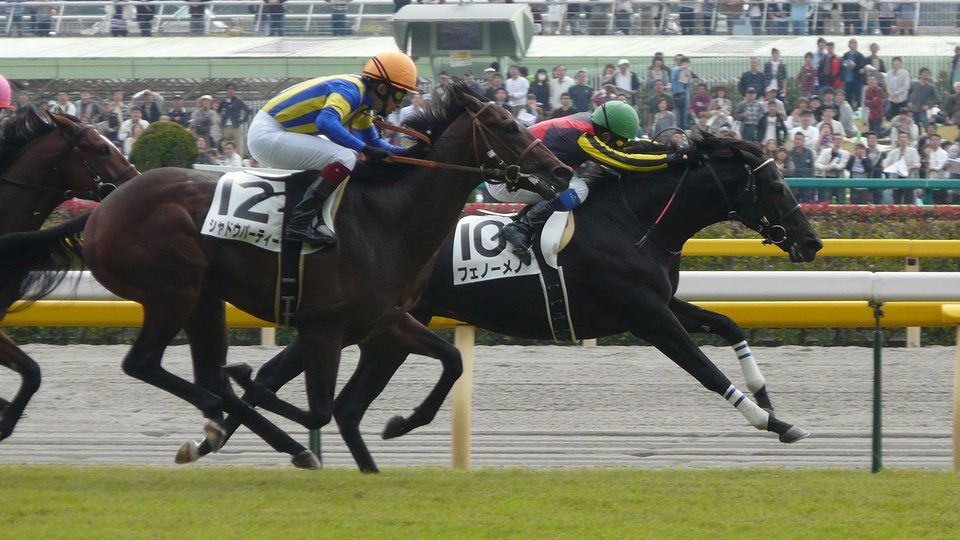
新馬戦

### 2012年
1月29日の東京の500万下を先行抜け出して2勝目をあげる。しかし皐月賞トライアルの弥生賞は6着に敗れて皐月賞出走はならなかった。そしてダービートライアルの青葉賞は1番人気に応えて3勝目を飾った。そして迎えた東京優駿は最後の直線追い込むもディープブリランテにハナ差及ばず2着に惜敗した。
夏場は休養に当て、秋緒戦として9月17日のセントライト記念に出走。レースは1番人気に応えてスカイディグニティに1馬身差をつけての勝利となった。菊花賞を回避して天皇賞（秋）を目指すこととなった。天皇賞（秋）は1番人気に推されたが、最後は内から抜け出したエイシンフラッシュに詰め寄ったものの、1/2馬身及ばず2着に敗れた。ジャパンカップは5着だった。

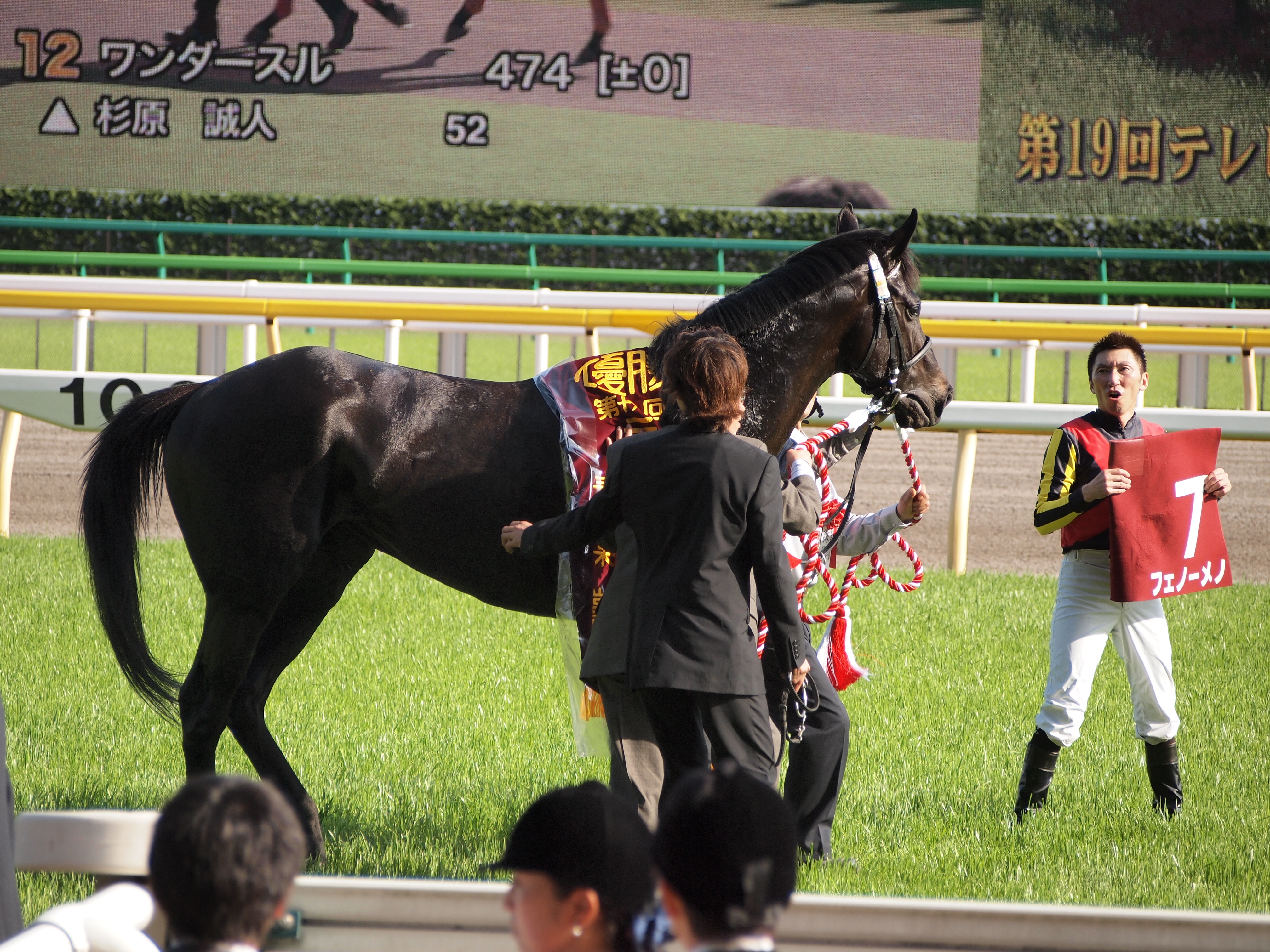
青葉賞 口取り式
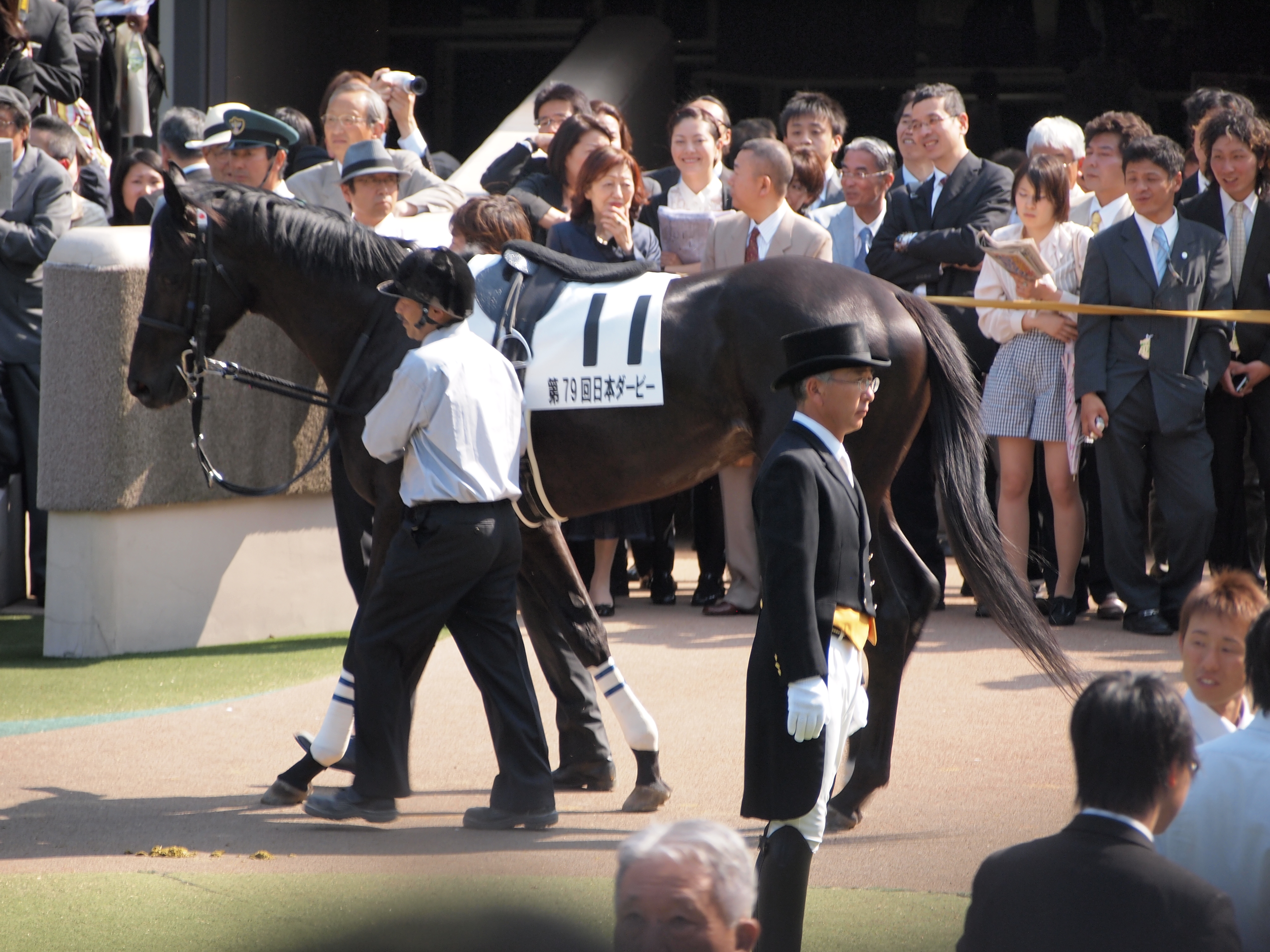
日本ダービー パドック
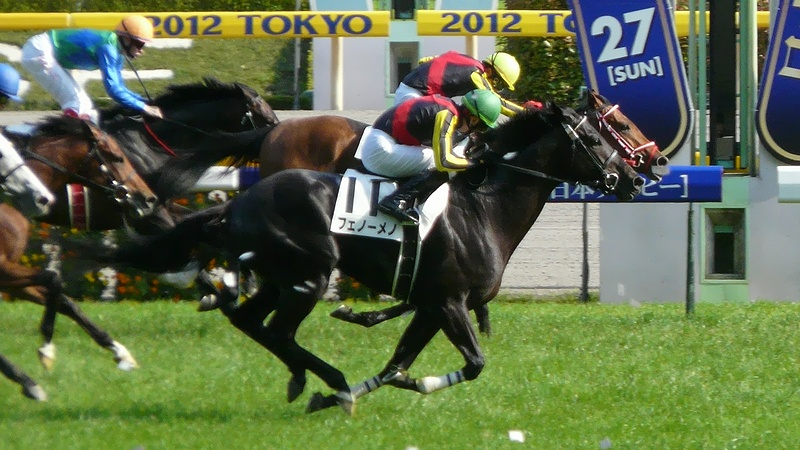
ゴール前

### 2013年
4ヶ月の休み明けだった日経賞は最後の直線で先に抜け出したカポーティスターを差しきって重賞3勝目を飾った。その後、3200mの天皇賞（春）に挑戦、2番人気に推された。レースでは道中7番手で中団につけ、3コーナーから徐々に位置取りを前に詰め、4コーナーから直線入り口で先頭に立つと、2番手以降の追走を許さずそのまま押し切って勝利、初のGI制覇となった。この勝利により、サンデーレーシングは八大競走完全制覇を達成した。しかし宝塚記念は道中ライバルのゴールドシップやジェンティルドンナよりも後方の競馬となり、直線追い込むもライバル2頭や先行したダノンバラードの後塵を拝し、4着に敗れた。
宝塚記念の後、秋緒戦として10月27日の天皇賞（秋）に出走する構想であったが、10月1日の調教後に左前脚の違和感が判明、診療所での検査の結果、左前脚繋靱帯炎を発症していることが判明したため、出走ローテーションを白紙に戻して茨城県のムラセファームに放牧に出されて休養に入ることとなった。

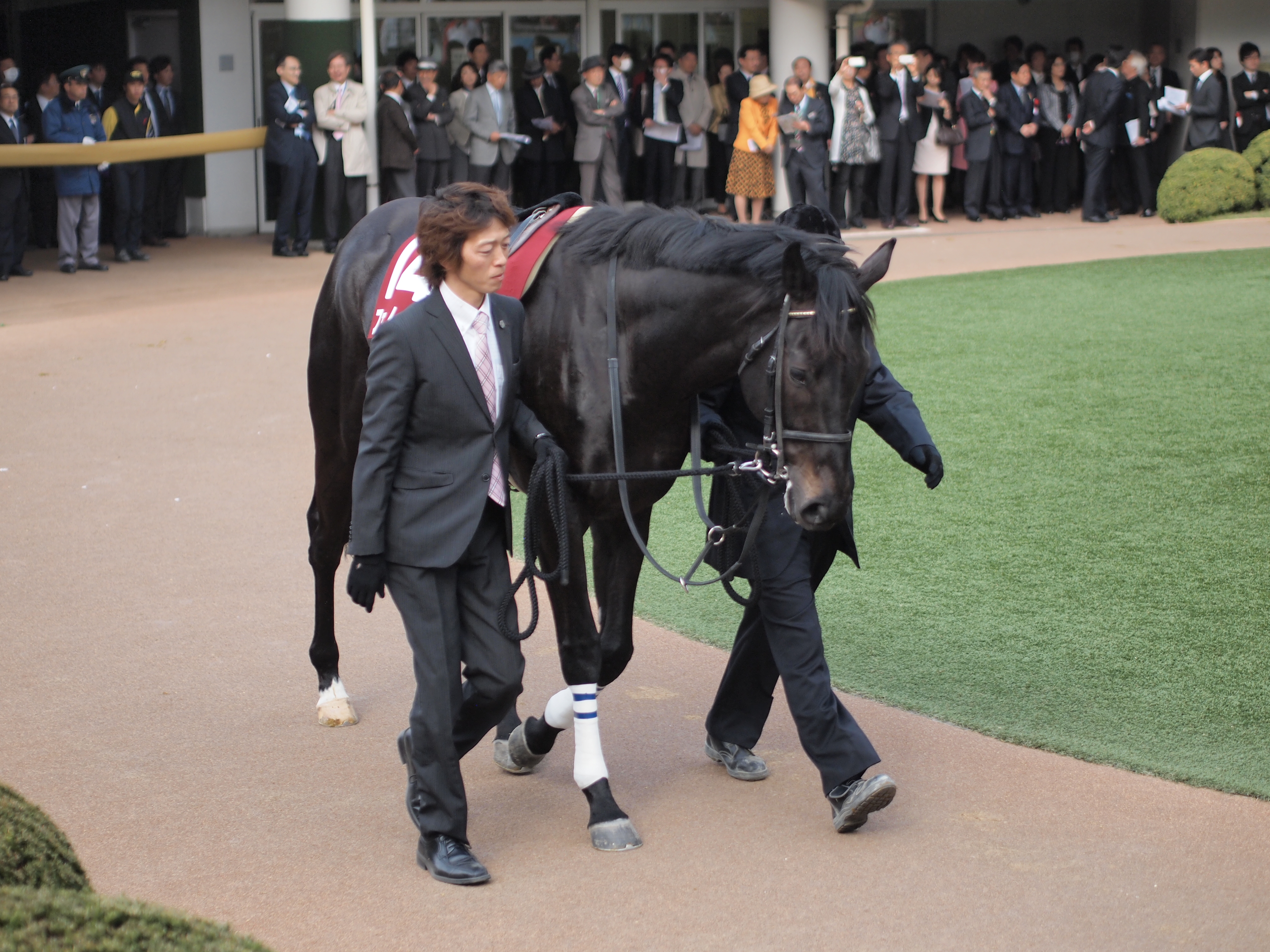
日経賞 パドック
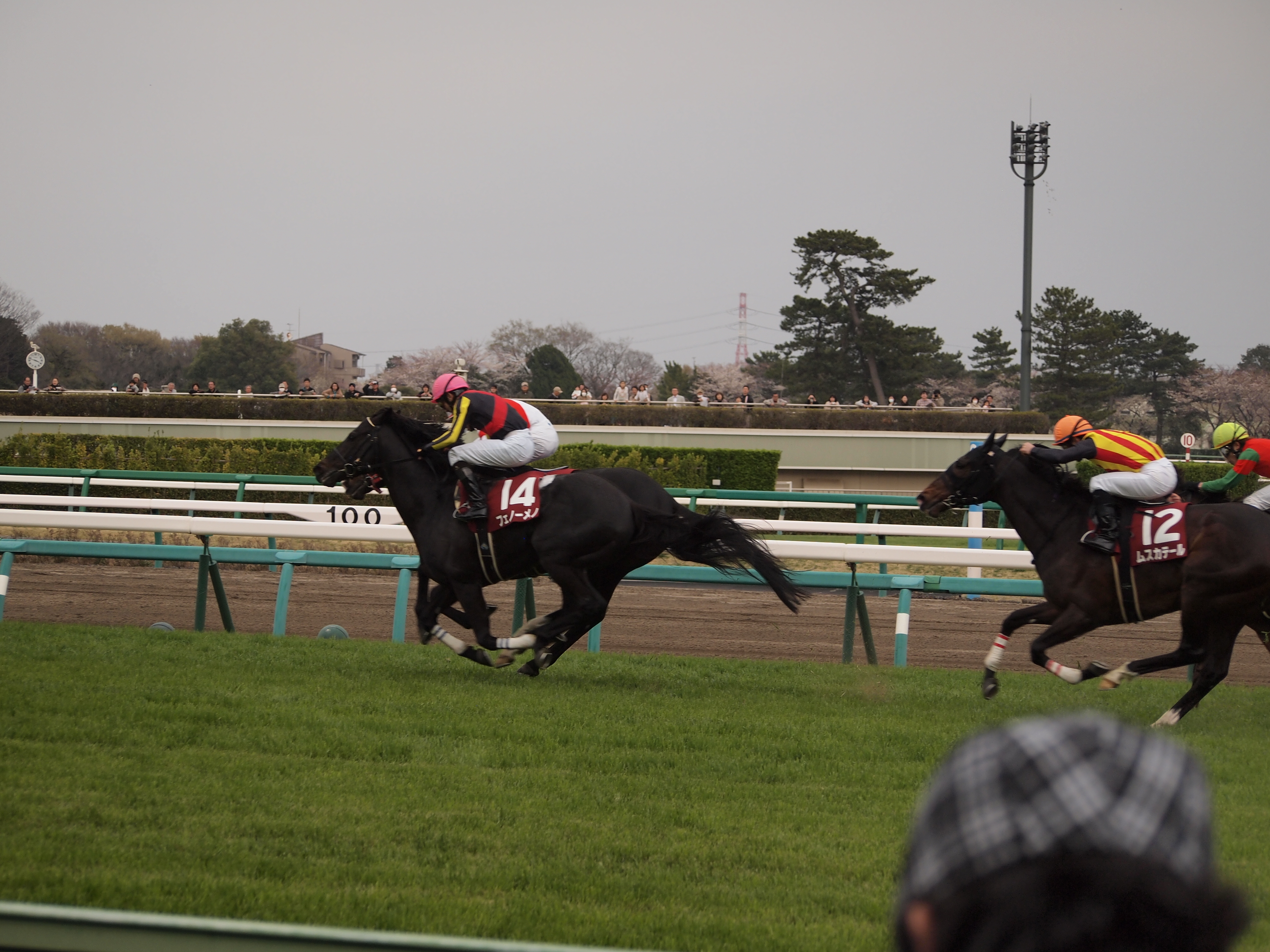
レース時
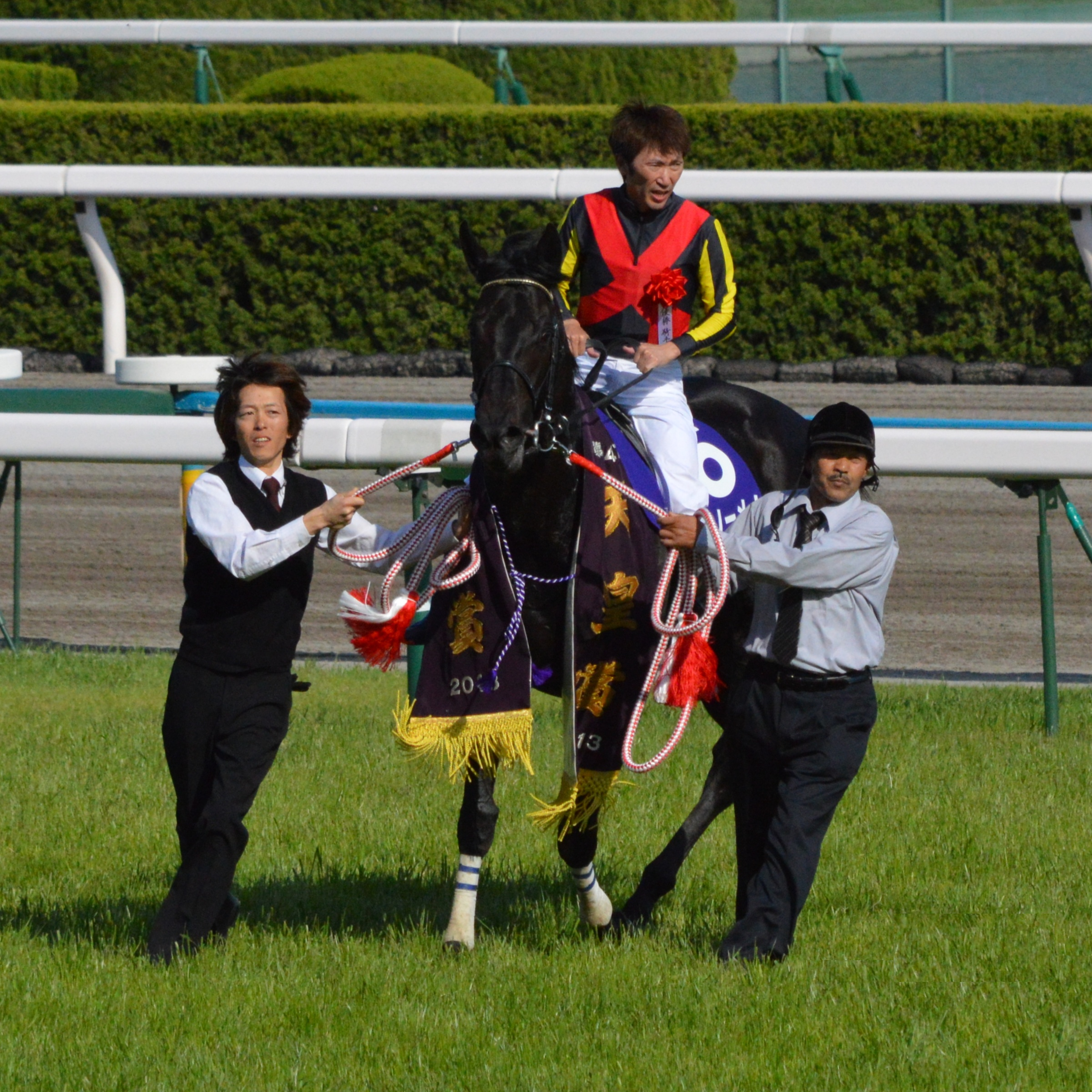
天皇賞（春） レース後

### 2014年
日経賞（5着）を叩いて迎えた天皇賞（春）は人気のキズナとゴールドシップが後方からとなり、フェノーメノはそれよりも前での競馬となり、道中は内に位置をとり、最後の直線で抜け出すとウインバリアシオンやホッコーブレーヴ、キズナの追撃を振り切り、メジロマックイーン、テイエムオペラオーに次いで史上3頭目の天皇賞（春）連覇を果たした。その後は秋に専念するため宝塚記念を回避し休養に入った。
秋は天皇賞（秋）から始動。天皇賞春秋連覇を狙ったが、レース前に激しいイレ込みを見せ、終始後方のまま14着に敗れた。
次走のジャパンCでは主戦騎手の蛯名正義がイスラボニータへ騎乗することからクリストフ・ルメールと初コンビを組む予定だったが、予定していたルメールが落馬負傷したため、岩田康誠を鞍上にジャパンカップへと挑むこととなった。
単勝は9番人気と3番人気だった前走の天皇賞秋よりも人気を落とした。道中後方のまま直線伸びてこなくなり8着に終わった。
秋三戦目となる有馬記念では既に岩田騎手がゴールドシップに騎乗することが発表されていたため、新たに鞍上に田辺裕信を迎えて挑むこととなった。この年に行われた有馬記念の枠順抽選では9番目の抽選で10番目の枠順を選択した。レースは10着に終わり、秋の三戦をすべて着外で終えた。

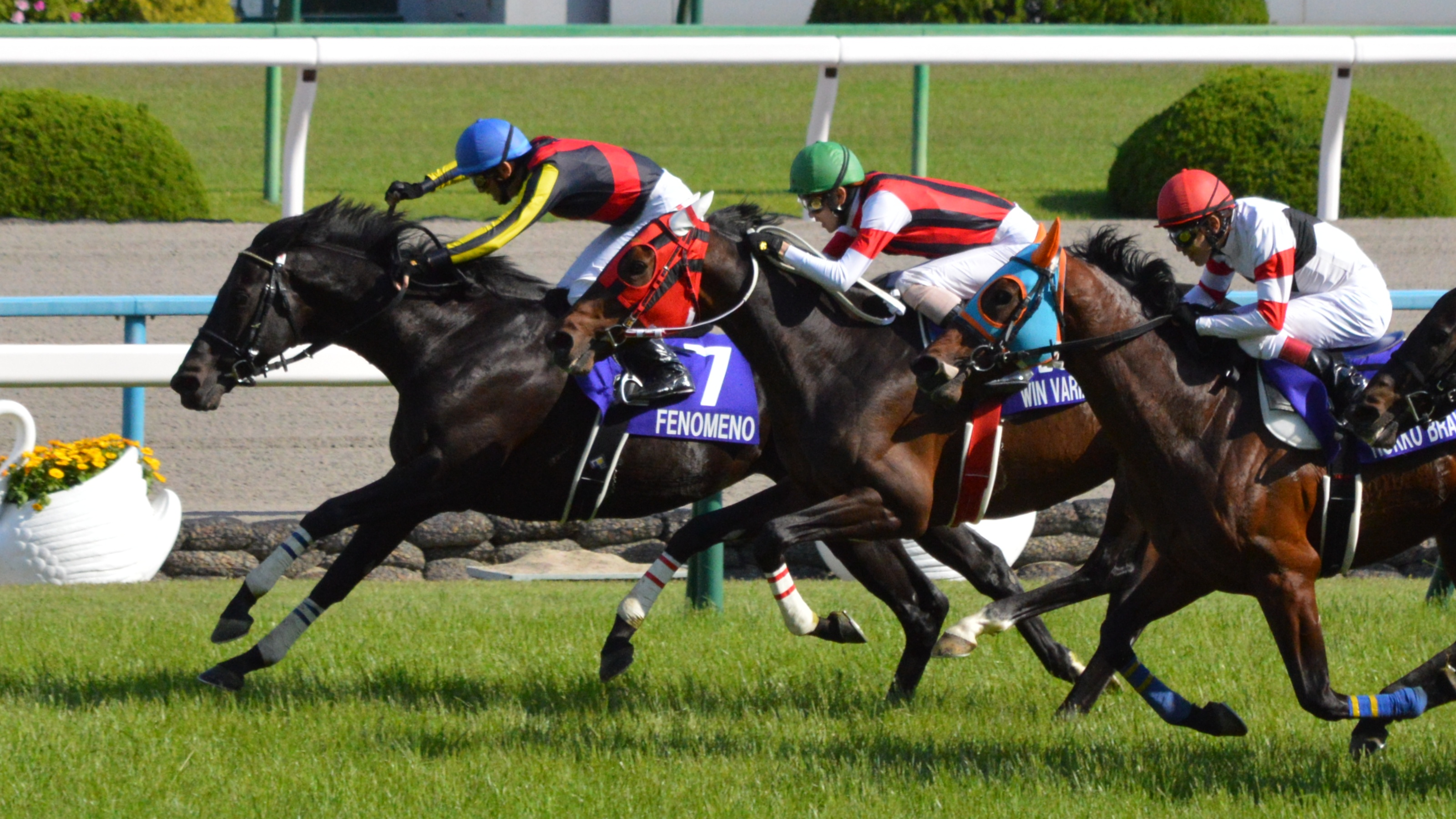
天皇賞（春） レース時
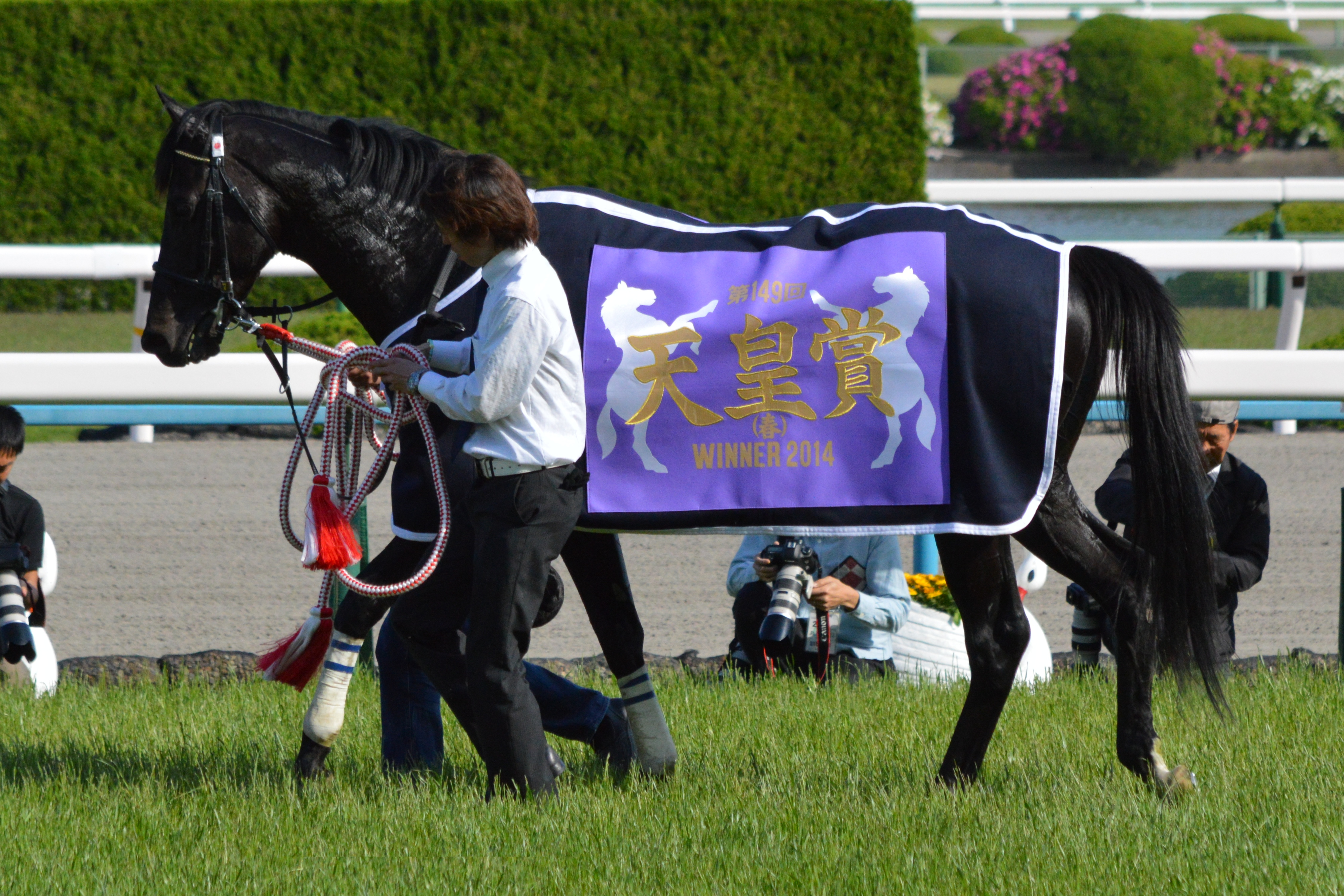
レース後

### 2015年
日経賞（8着）から天皇賞（春）3連覇を目指していたが、右前脚の炎症により天皇賞を回避。後日検査を行った結果、右前脚に繋靱帯炎、左前脚に重度の屈腱炎を発症していることが判明し引退が決定。5月28日付けで競走馬登録を抹消された。引退後は社台スタリオンステーションで種牡馬になる。

## 競走成績
| 競走日     | 競馬場 | 競走名           | 格  | 距離（馬場）  | 頭 数 | 枠 番 | 馬 番 | オッズ （人気） | 着順 | タイム （上り3F） | 着差 | 騎手     | 斤量 [kg] | 1着馬 （2着馬）        |
| ---------- | ------ | ---------------- | --- | ------------- | ----- | ----- | ----- | --------------- | ---- | ----------------- | ---- | -------- | --------- | ---------------------- |
| 2011.10.30 | 東京   | 2歳新馬          |     | 芝2000m（良） | 14    | 6     | 10    | 07.1（4人）     | 01着 | 2:03.5（34.1）    | -0.0 | 岩田康誠 | 55        | （シャドウパーティー） |
| 0000.12.25 | 中山   | ホープフルS      | OP  | 芝2000m（良） | 16    | 1     | 2     | 04.0（1人）     | 07着 | 2:01.7（34.6）    | -0.3 | 岩田康誠 | 55        | アドマイヤブルー       |
| 2012.01.29 | 東京   | 3歳500万下       |     | 芝2000m（良） | 14    | 2     | 2     | 03.6（2人）     | 01着 | 2:00.9（34.6）    | -0.3 | 岩田康誠 | 56        | （スピルバーグ）       |
| 0000.03.04 | 中山   | 弥生賞           | GII | 芝2000m（稍） | 15    | 5     | 8     | 03.6（2人）     | 06着 | 2:04.3（34.8）    | -0.4 | 岩田康誠 | 56        | コスモオオゾラ         |
| 0000.04.28 | 東京   | 青葉賞           | GII | 芝2400m（良） | 17    | 4     | 7     | 02.1（1人）     | 01着 | 2:25.7（34.1）    | -0.4 | 蛯名正義 | 56        | （エタンダール）       |
| 0000.05.27 | 東京   | 東京優駿         | GI  | 芝2400m（良） | 18    | 6     | 11    | 14.6（5人）     | 02着 | 2:23.8（33.9）    | -0.0 | 蛯名正義 | 57        | ディープブリランテ     |
| 0000.09.17 | 中山   | セントライト記念 | GII | 芝2200m（良） | 17    | 6     | 12    | 02.0（1人）     | 01着 | 2:10.8（34.4）    | -0.2 | 蛯名正義 | 56        | （スカイディグニティ） |
| 0000.10.28 | 東京   | 天皇賞（秋）     | GI  | 芝2000m（良） | 18    | 2     | 4     | 03.4（1人）     | 02着 | 1:57.4（33.8）    | -0.1 | 蛯名正義 | 56        | エイシンフラッシュ     |
| 0000.11.25 | 東京   | ジャパンC        | GI  | 芝2400m（良） | 17    | 2     | 4     | 08.0（4人）     | 05着 | 2:23.9（33.5）    | -0.8 | 蛯名正義 | 55        | ジェンティルドンナ     |
| 2013.03.23 | 中山   | 日経賞           | GII | 芝2500m（良） | 14    | 8     | 14    | 02.0（1人）     | 01着 | 2:32.0（34.3）    | -0.2 | 蛯名正義 | 56        | （カポーティスター）   |
| 0000.04.28 | 京都   | 天皇賞（春）     | GI  | 芝3200m（良） | 18    | 3     | 6     | 06.2（2人）     | 01着 | 3:14.2（36.2）    | -0.2 | 蛯名正義 | 58        | （トーセンラー）       |
| 0000.06.23 | 阪神   | 宝塚記念         | GI  | 芝2200m（良） | 11    | 3     | 3     | 03.2（3人）     | 04着 | 2:13.9（35.8）    | -0.7 | 蛯名正義 | 58        | ゴールドシップ         |
| 2014.03.29 | 中山   | 日経賞           | GII | 芝2500m（良） | 15    | 5     | 8     | 03.7（2人）     | 05着 | 2:34.9（34.9）    | -0.5 | 蛯名正義 | 58        | ウインバリアシオン     |
| 0000.05.04 | 京都   | 天皇賞（春）     | GI  | 芝3200m（良） | 18    | 4     | 7     | 11.5（4人）     | 01着 | 3:15.1（34.3）    | -0.0 | 蛯名正義 | 58        | （ウインバリアシオン） |
| 0000.11.02 | 東京   | 天皇賞（秋）     | GI  | 芝2000m（良） | 18    | 5     | 9     | 04.9（3人）     | 14着 | 2:00.4（34.6）    | -0.7 | 蛯名正義 | 58        | スピルバーグ           |
| 0000.11.30 | 東京   | ジャパンC        | GI  | 芝2400m（良） | 18    | 8     | 16    | 18.2（9人）     | 09着 | 2:24.2（35.3）    | -1.1 | 岩田康誠 | 57        | エピファネイア         |
| 0000.12.28 | 中山   | 有馬記念         | GI  | 芝2500m（良） | 16    | 5     | 10    | 15.3（6人）     | 10着 | 2:35.7（34.2）    | -0.4 | 田辺裕信 | 57        | ジェンティルドンナ     |
| 2015.03.28 | 中山   | 日経賞           | GII | 芝2500m（良） | 12    | 7     | 9     | 04.5（2人）     | 08着 | 2:30.9（34.5）    | -0.7 | 戸崎圭太 | 58        | アドマイヤデウス       |

## 引退後
引退後は社台スタリオンステーションで種牡馬となった。
2018年12月、社台スタリオンステーションからレックススタッドに移動した。
2021年をもって種牡馬を引退、種牡馬引退後は生まれ故郷の追分ファームで功労馬として余生を送る。
その後去勢され、2022年8月に追分ファームにてリードホースとしてデビュー、生活している。

### 主な産駒
- 2017年産
  - エムティエーレ（2019年金沢ヤングチャンピオン）
  - ワーウルフ（2022年京都ハイジャンプ2着）
- 2018年産
  - ナギサ（2023年小倉サマージャンプ2着）
- 2019年産
  - ナッジ（2021年サンライズカップ、2024年東京記念）
- 2020年産
  - スタードラマー（2023年ハヤテスプリント）
  - ニクソンテソーロ（2025年御厨人窟賞）

## 血統表
| フェノーメノの血統                      | フェノーメノの血統                                          | フェノーメノの血統                                          | （血統表の出典）                                            | （血統表の出典）  |
| 父系                                    | サンデーサイレンス系                                        | サンデーサイレンス系                                        | サンデーサイレンス系                                        | [ § 2 ]           |
| 父 ステイゴールド 1994 黒鹿毛           | 父の父*サンデーサイレンス Sunday Silence 1986 青鹿毛        | Halo                                                        | Hail to Reason                                              | Hail to Reason    |
| 父 ステイゴールド 1994 黒鹿毛           | 父の父*サンデーサイレンス Sunday Silence 1986 青鹿毛        | Halo                                                        | Cosmah                                                      |                   |
| 父 ステイゴールド 1994 黒鹿毛           | 父の父*サンデーサイレンス Sunday Silence 1986 青鹿毛        | Wishing Well                                                | Understanding                                               | Understanding     |
| 父 ステイゴールド 1994 黒鹿毛           | 父の父*サンデーサイレンス Sunday Silence 1986 青鹿毛        | Wishing Well                                                | Mountain Flower                                             |                   |
| 父 ステイゴールド 1994 黒鹿毛           | 父の母ゴールデンサッシュ 1988 栗毛                          | *ディクタス                                                 | Sanctus                                                     | Sanctus           |
| 父 ステイゴールド 1994 黒鹿毛           | 父の母ゴールデンサッシュ 1988 栗毛                          | *ディクタス                                                 | Dronic                                                      |                   |
| 父 ステイゴールド 1994 黒鹿毛           | 父の母ゴールデンサッシュ 1988 栗毛                          | ダイナサッシュ                                              | *ノーザンテースト                                           | *ノーザンテースト |
| 父 ステイゴールド 1994 黒鹿毛           | 父の母ゴールデンサッシュ 1988 栗毛                          | ダイナサッシュ                                              | *ロイヤルサッシュ                                           |                   |
| 母 *ディラローシェ De Laroche 1999 鹿毛 | 母の父*デインヒル Danehill 1986 鹿毛                        | Danzig                                                      | Northern Dancer                                             | Northern Dancer   |
| 母 *ディラローシェ De Laroche 1999 鹿毛 | 母の父*デインヒル Danehill 1986 鹿毛                        | Danzig                                                      | Pas de Nom                                                  |                   |
| 母 *ディラローシェ De Laroche 1999 鹿毛 | 母の父*デインヒル Danehill 1986 鹿毛                        | Razyana                                                     | His Majesty                                                 | His Majesty       |
| 母 *ディラローシェ De Laroche 1999 鹿毛 | 母の父*デインヒル Danehill 1986 鹿毛                        | Razyana                                                     | Spring Adieu                                                |                   |
| 母 *ディラローシェ De Laroche 1999 鹿毛 | 母の母Sea Port 1980 黒鹿毛                                  | Averof                                                      | Sing Sing                                                   | Sing Sing         |
| 母 *ディラローシェ De Laroche 1999 鹿毛 | 母の母Sea Port 1980 黒鹿毛                                  | Averof                                                      | Argentina                                                   |                   |
| 母 *ディラローシェ De Laroche 1999 鹿毛 | 母の母Sea Port 1980 黒鹿毛                                  | Anchor                                                      | Major Portion                                               | Major Portion     |
| 母 *ディラローシェ De Laroche 1999 鹿毛 | 母の母Sea Port 1980 黒鹿毛                                  | Anchor                                                      | Ripeck                                                      |                   |
| 母系(F-No.)                             | (FN:11-d)                                                   | (FN:11-d)                                                   | (FN:11-d)                                                   | [ § 3 ]           |
| 5代内の近親交配                         | Northern Dancer 5×4、Ribot 5･5（母内）、Natalma 5･5（母内） | Northern Dancer 5×4、Ribot 5･5（母内）、Natalma 5･5（母内） | Northern Dancer 5×4、Ribot 5･5（母内）、Natalma 5･5（母内） | [ § 4 ]           |
| 出典                                    | 1. 2. 3. 4.                                                 | 1. 2. 3. 4.                                                 | 1. 2. 3. 4.                                                 | 1. 2. 3. 4.       |

主な近親
- 母ディラローシェは英愛2勝。
- 祖母Sea Portの産駒にはIndigenous（香港ヴァーズ、香港カップなど）がいる。
- 3代母Anchorの孫にWater Boatman（アデレードカップ）、Hill Hopper（クライテリオンステークス）がいる。
  - 上記Hill Hopperの産駒にはNannina（コロネーションステークス、フィリーズマイルなど）がいる。
- 4代母Ripeckの産駒にはBireme（英オークス）、Buoy（コロネーションカップ）がいる。
- 4代母Ripeckの曾孫にMail the Desert（モイグレアスタッドステークス）がいる。